# Korean Augmentation To the United States Army
La Korean Augmentation To the United States Army (KATUSA ; en coréen : 카투사), (en français : Forces coréennes augmentées à l'armée des États-Unis) est une division de l'armée de terre de la République de Corée (ROK) créée en 1950 afin de fournir des soldats supplémentaires à la 8e armée des États-Unis.
La KATUSA ne forme pas d’unité militaire autonome, ses membres (les KATUSAs) sont incorporés individuellement comme soldats ou officiers subalternes dans la plupart des départements de la 8e armée américaine. Les KATUSAs sont des volontaires qualifiés qui sont soumis au service militaire obligatoire parmi les citoyens masculins coréens.
L'armée ROK détient la responsabilité de la gestion du personnel KATUSA, ses membres sont équipés du matériel standard de l’armée américaine. Ils vivent et travaillent parmi les soldats américains. Ce type d'augmentation des moyens humains est unique dans l'ensemble de l'armée des États-Unis. Le programme KATUSA a été développé pendant la guerre de Corée, comme une mesure temporaire, afin de pallier une pénurie de personnel dans l'armée des États-Unis.